# .kn
A .kn Saint Kitts és Nevis internetes legfelső szintű tartomány kódja, melyet 1991-ben hoztak létre. A hálózatot a Puerto Ricó-i Egyetem tartja fenn.

## Második szintű tartománykódok
- net.kn – internetszolgáltatóknak.
- org.kn – nonprofit szervezeteknek.
- edu.kn – oktatási intézményeknek.
- gov.kn – kormányzati szervezeteknek.